# فرودگاه گو
فرودگاه گو (به انگلیسی: Gove Airport) یک فرودگاه همگانی مسافربری با کد یاتا GOV است که یک باند فرود آسفالت دارد و طول باند آن ۲۲۰۸ متر است. این فرودگاه در کشور استرالیا قرار دارد و در ارتفاع ۶۲ متری از سطح دریا واقع شده‌است.